# Quincy (Californie)
Pour les articles homonymes, voir Quincy.

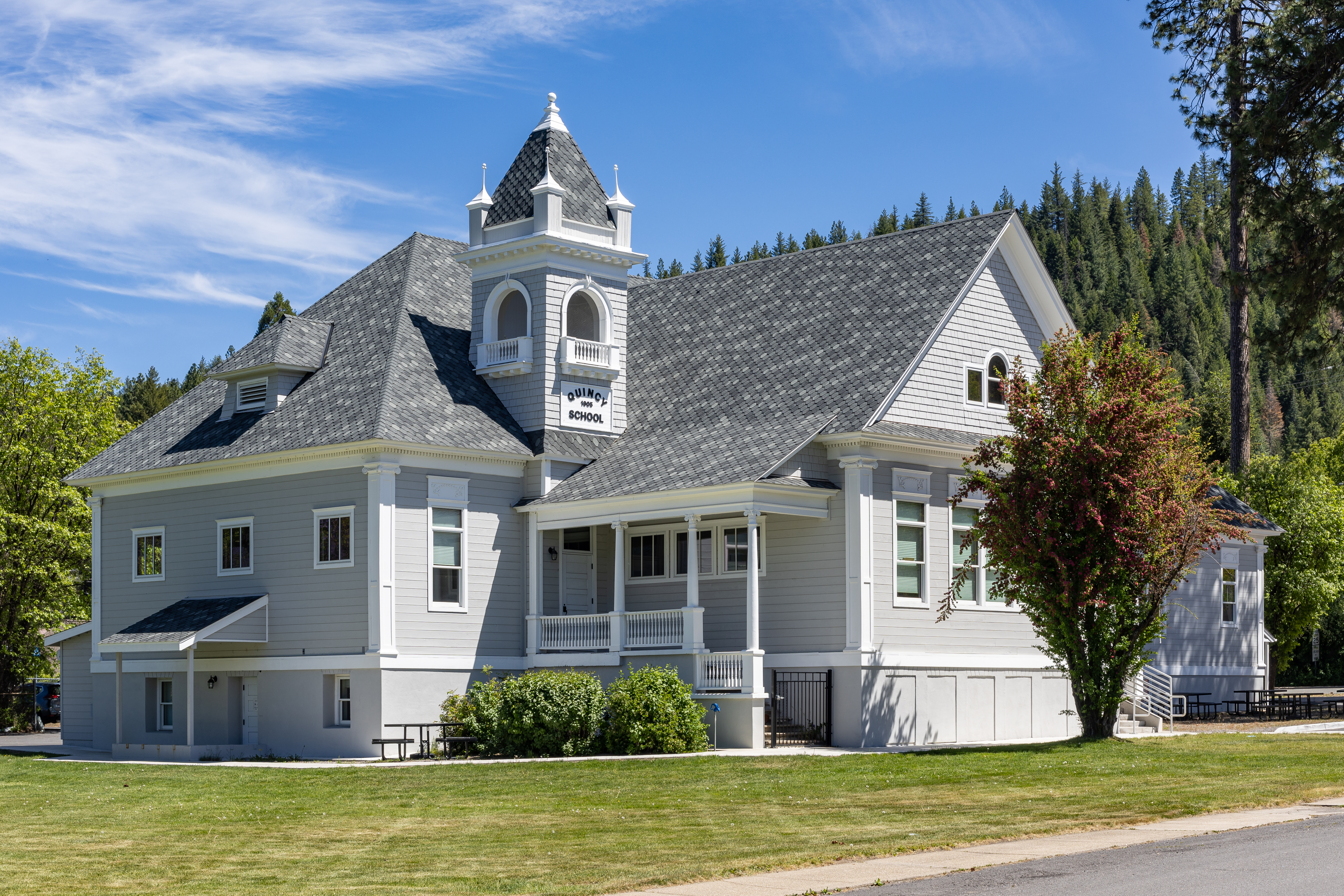
Maison d'école historique à Quincy. Construite en 1905, elle a servi de bureaux et de stockage après 1950. Elle a été restaurée à partir de 2014. Photo mai 2022.

Quincy est le siège du comté de Plumas, dans l'État de Californie, aux États-Unis.

## Démographie
| 2000  | 2010  | - | - | - | - |
| ----- | ----- | - | - | - | - |
| 1 879 | 1 728 | - | - | - | - |